# Diamond Dogs
Az 1974-es Diamond Dogs David Bowie nyolcadik  nagylemeze. Ez volt David Bowie utolsó olyan lemeze, melyen a glam rock a meghatározó műfaj, ugyanakkor megjelenik az albumon a későbbi évek funk és soul hatása is.
Megjelenése idején gyenge kritikákat kapott szétesettsége, összeforratlansága miatt. Visszamenőleg azonban egy csomó kritikus a punk műfajra való hatása miatt dicséri a lemezt.

## Az album dalai
Minden szám szerzője David Bowie, kivéve a Rock 'n' Roll with Me című dalt, melynek társszerzője Warren Peace.
Első oldal
1. "Future Legend" – 0:58
2. "Diamond Dogs" – 5:56
3. "Sweet Thing" – 3:37
4. "Candidate" – 2:39
5. "Sweet Thing (Reprise)" – 2:31
6. "Rebel Rebel" – 4:30

Második oldal
1. "Rock 'n' Roll with Me" – 3:57
2. "We Are the Dead" – 4:58
3. "1984" – 3:27
4. "Big Brother" – 3:21
5. "Chant of the Ever Circling Skeletal Family" – 1:58

## Helyezések és eladási minősítések

### Album
| Év   | Lista                           | Helyezés |
| ---- | ------------------------------- | -------- |
| 1974 | Brit albumlista                 | 1        |
| 1974 | Billboard Pop Albums            | 5        |
| 1974 | Norvég albumlista (VG-lista)    | 8        |
| 1974 | Ausztrál Kent Report albumlista | 1        |

### Kislemezek
| Év   | Kislemez     | Lista                                      | Helyezés |
| ---- | ------------ | ------------------------------------------ | -------- |
| 1974 | Rebel Rebel  | Ausztrál kislemezlista (Kent Music Report) | 6        |
| 1974 | Rebel Rebel  | Belga kislemezlista                        | 6        |
| 1974 | Rebel Rebel  | Billboard Pop Singles                      | 64       |
| 1974 | Rebel Rebel  | Brit kislemezlista                         | 5        |
| 1974 | Rebel Rebel  | Norvég kislemezlista                       | 9        |
| 1974 | Diamond Dogs | Brit kislemezlista                         | 21       |
| 1974 | Diamond Dogs | Ausztrália                                 | 66       |

### Eladási minősítések
| Szervezet  | Minősítés |
| ---------- | --------- |
| RIAA – USA | arany     |
| BPI – UK   | arany     |

## Közreműködők
- David Bowie – ének és háttérvokál, gitár, szaxofon, Moog szintetizátor, Mellotron
- Mike Garson – billentyűs hangszerek
- Herbie Flowers – basszusgitár
- Tony Newman – dob
- Aynsley Dunbar – dob
- Alan Parker – gitár

### Produkció
- David Bowie – producer
- Tony Visconti – mixing
- Keith Harwood – hangmérnök